# Cerreto Grue
Cerreto Grue (piemontesisch Srèj oder Sregh) ist eine Gemeinde in der italienischen Provinz Alessandria (AL), Region Piemont.

## Lage und Einwohner
Cerreto Grue liegt 42 km östlich von der Provinzhauptstadt Alessandria entfernt. Das Gemeindegebiet umfasst eine Fläche von 4 km² und hat 295 (Stand 31. Dezember 2023) Einwohner.
Die Nachbargemeinden sind Costa Vescovato, Montegioco, Sarezzano und Villaromagnano.

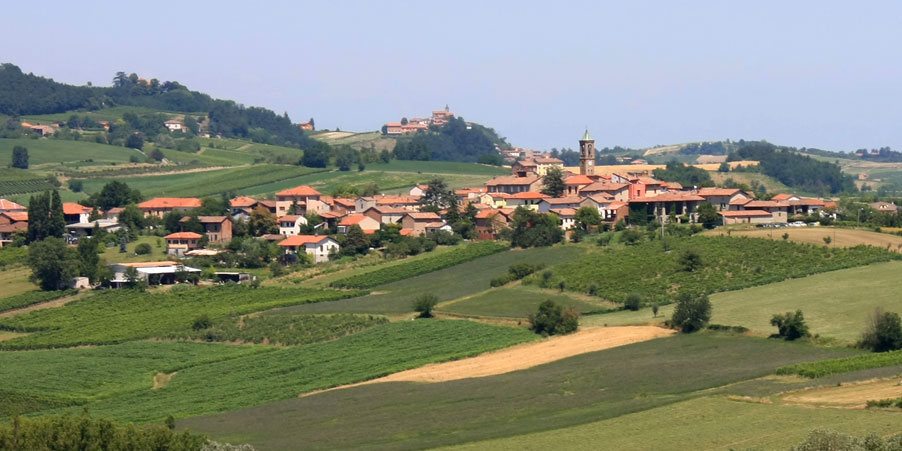
Panorama von Cerreto Grue

### Bevölkerungsentwicklung

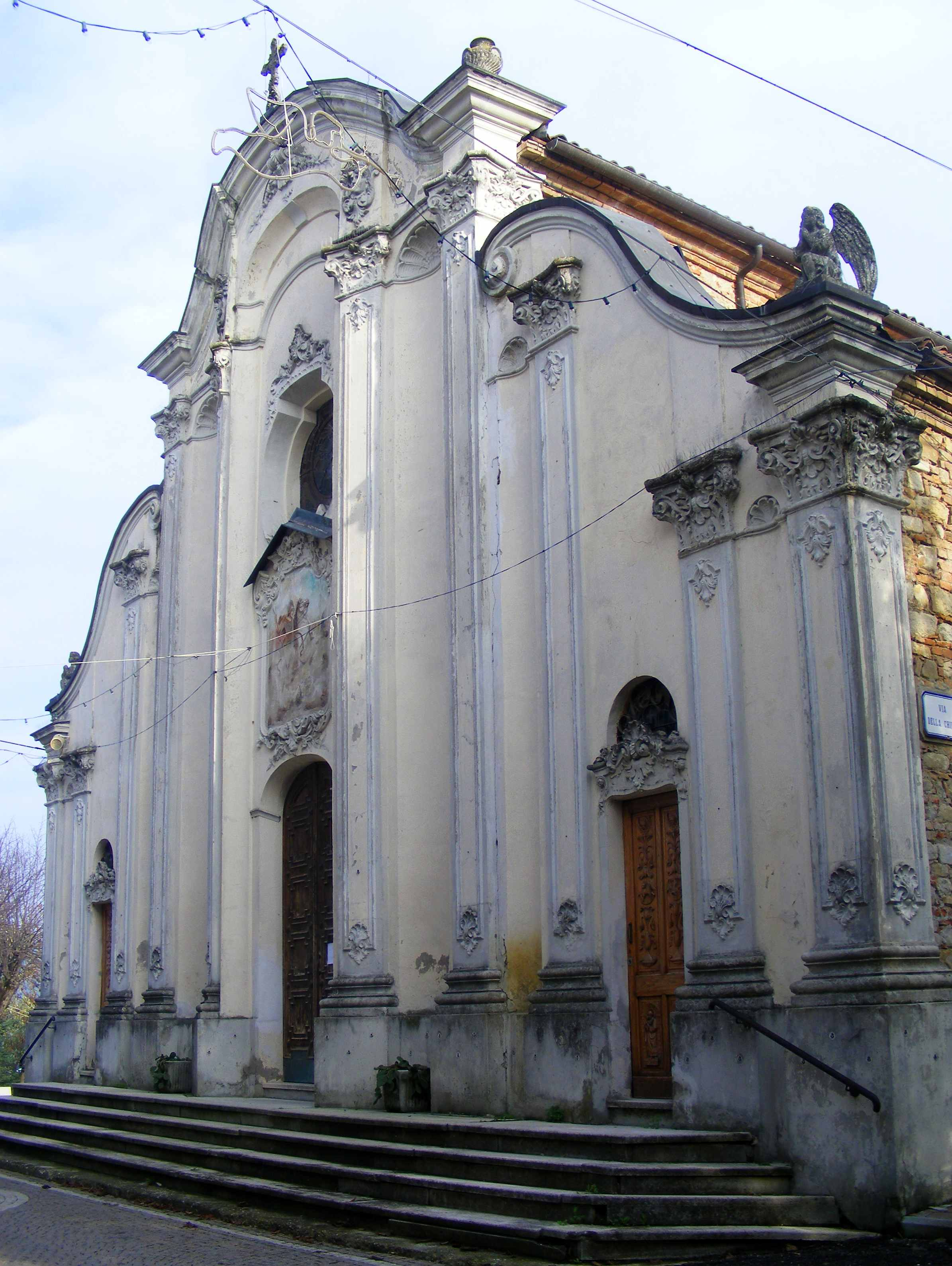
Die Kirche San Giorgio

## Geschichte

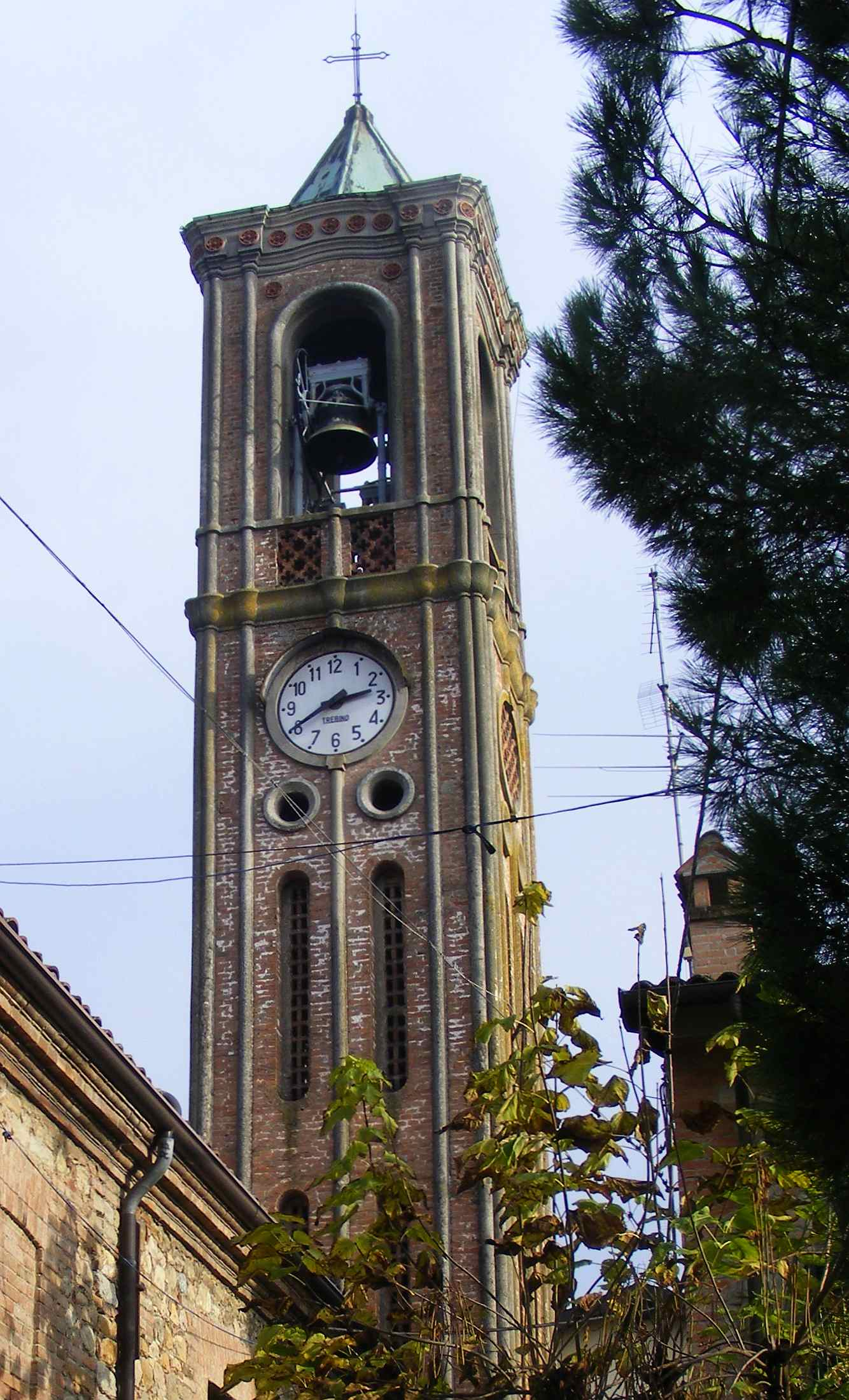
Der Glockenturm der Kirche

Der Ortsname ist seit dem Mittelalter durch die Formen Ceretus und Cerretus belegt. Es spiegelt deutlich das lateinische Wort Cerretum, das durch das Suffix -etum von Cerrus abgeleitet ist und dessen Bedeutung „Ort, an dem die Zerreichen (Quercus cerris) in Hülle und Fülle wachsen“ bedeutet. Der zweite Teil des Namens, Grue, wurde erst 1863 hinzugefügt und bezieht sich auf den gleichnamigen Bach.
Wie einige interessante archäologische Funde belegen, war die Siedlung bereits zur Römerzeit besiedelt. Detaillierte Informationen über ihre Geschichte liegen uns jedoch erst seit dem Mittelalter vor. Zu dieser Zeit gehörte es dem Bistum Tortona, das es bald als Lehen zunächst an die Gemeinde Garbagna und dann an die Familie Doria abtrat. Viele seiner historischen Ereignisse sind mit dem Schicksal der beiden nahe gelegenen Städte Montegioco und Sarezzano verbunden, mit denen es in mehrere Kriege verwickelt war. Noch heute gehört es zum Vikariat Sarezzano.
Die Gemeinde ist nicht besonders reich an monumentalen Überresten. Unter diesen ist die Pfarrkirche San Giorgio hervorzuheben, die im 18. Jahrhundert erbaut wurde und an der Stelle eines früheren Tempels steht. Im 19. Jahrhundert wurde sie um ein Kirchenschiff und den heutigen Glockenturm erweitert.